# La Boîte noire
Ne doit pas être confondu avec le film Boîte noire (2021)
Pour les articles homonymes, voir La Boîte noire (homonymie).
Pour plus de détails, voir Fiche technique et Distribution.
La Boîte noire est un film à suspense français écrit et réalisé par Richard Berry, sorti en 2005.
Il s'agit d'une adaptation de la bande dessinée éponyme de Tonino Benacquista.

## Synopsis
À la suite d'un accident de voiture un peu mystérieux, un homme plonge dans le coma. À son réveil, il s'inquiète de sa présence sur cette route et de son délire verbal noté par les infirmières. Il part alors en quête de cette part de lui, soudain révélée...

## Fiche technique
Sauf indication contraire, les informations mentionnées dans cette section peuvent être confirmées par la base de données cinématographiques IMDb,  présente dans la section « Liens externes ».
- Titre original et québécois : La Boîte noire
- Réalisation : Richard Berry
- Scénario : Richard Berry et Éric Assous, d'après la bande dessinée éponyme de Tonino Benacquista
- Musique : Nathaniel Méchaly
- Décors : Philippe Chiffre
- Costumes : Christian Gasc et Valérie Ranchoux
- Photographie : Thomas Hardmeier
- Son : Didier Lozahic, Zacharie Naciri, Amaury de Nexon
- Montage : Lisa Pfeiffer
- Production : Michel Feller
  - Production déléguée (non crédité) : Luc Besson et Pierre-Ange Le Pogam
  - Assistant de production : Mehdi Sayah
- Sociétés de production[1] : EuropaCorp, en coproduction avec TF1 Films Production, avec la participation de Canal+, TPS Star et Sofica Europacorp
- Sociétés de distribution[2] : EuropaCorp Distribution (France) ; Splendid Film (Belgique) ; Pathé Films AG (Suisse romande)
- Budget : 8,39 millions d’ €[3]
- Pays de production :  France
- Langue originale : français
- Format[4] : couleur - 35 mm - 2,35:1 (Cinémascope) - son DTS | Dolby | Dolby Digital
- Genre : thriller
- Durée : 90 minutes
- Dates de sortie[5] :
  - France : 14 octobre 2005 (Festival du Film de Beauvais) ; 2 novembre 2005 (sortie nationale)
  - Suisse romande : 2 novembre 2005[6]
  - Belgique : 4 janvier 2006[7]
- Classification[8] :
  - France : tous publics avec avertissement[9],[Note 1]
  - Belgique : tous publics (Alle Leeftijden)[7]
  - Suisse romande : interdit aux moins de 14 ans[10]

## Distribution
- José Garcia : Arthur Seligman
- Marion Cotillard : Isabelle Kruger / Alice
- Michel Duchaussoy : M. Seligman, le père d'Arthur
- Bernard Le Coq : Walcott / le docteur Granger
- Helena Noguerra : Soraya
- Gérald Laroche : le commissaire Koskas
- Marysa Borini : Mme Seligman, la mère d'Arthur
- Nathalie Nell : le docteur Brenner
- Lise Lamétrie : la gardienne
- Dominique Bettenfeld : policier
- Marilou Berry : la réceptionniste de l'hôpital

## Production

### Tournage
Les scènes du film ont été tournées à Paris, à Cricqueville-en-Bessin, à Cherbourg, précisément dans le sous-marin Le Redoutable en cale sèche à la Cité de la mer, au Cap de la Hague et à Granville pour les scènes d'extérieur devant l'hôpital censé se situer à Cherbourg[réf. nécessaire].

## Accueil

### Box office
La Boîte noire a attiré 235 194 entrées pendant quatre semaines, entre le 2 novembre 2005 et le 29 novembre 2005.

## Distinctions
En 2006, La Boîte noire a été sélectionné 4 fois dans diverses catégories et n'a remporté aucune récompense.

### Nominations
- Bidets d'Or 2006 : Bidet d'Or du réalisateur pour Richard Berry.
- Gérard du cinéma 2006 :
  - Plus mauvais film,
  - Plus mauvaise production, plus mauvaise réalisation ou plus mauvais scénario de Luc Besson,
  - Plus mauvaise tentative d'un comique dans un rôle dramatique pour José Garcia.